# فؤاد التريكي
فؤاد التريكي (18 نوفمبر 1989-)، لاعب كرة قدم ليبي. يلعب مع نادي الأهلي طرابلس في مركز الدفاع.